# Aneflomorpha subpubescens
Aneflomorpha subpubescens là một loài bọ cánh cứng trong họ Cerambycidae.